# نیوکاسل (فیلم ۲۰۰۸)
نیوکاسل (انگلیسی: Newcastle) فیلمی است که در سال ۲۰۰۸ منتشر شد. از بازیگران آن می‌توان به شین جاکوبسون و بری اتو اشاره کرد.